# Ивана Локнер
Ивана Локнер (12. jун 1967) српска је глумица.

## Лични живот
Рођена је 12. jуна 1967. године у Београду, нa општини Сaвски Вeнaц. Тренутно живи у Земуну. Живела је са родитељима и очевим родитељима, своје детињство описује као предивно. Отац јој је архитекта и сликар. Рано је кренула у позориште, прво са обдаништем, па са родитељима. Ишла је у позориште „Душко Радовић”, позориште лутака „Пинокио” и Бошко Буха, који су је и тада одушевили. Убрзо је кренула и на озбиљне представе, опере и балете, тако да је у средњој школи знала цео репертоар Атељеа 212 и Југословенског драмског позоришта. Ишла је у музичку школу, на енглески и пливање.
Једном је на телевизији представљала школу, рецитујући, након чега ју је Бата Миладиновић позвао на аудицију, након које је примљена у Радио Београд. Након годину дана родитељи су је питали да се определи између тога и музичке школе, одабрала је друго. Уписала је Филолошки факултет, светску књижевност, који је студирала две године. Убрзо, са двадесет једном годином, конкурисала је на Факултет драмских уметности, где је и примљена у класу професора Владимира Јевтовића. У почетку није била сигурна да није погрешила избор професије, али на другој години, када су почеле имитације, схватила је да је донела исправну одлуку.
Прва улога јој је била у позоришту „Душко Радовић”, када је глумела Majклa у Пeтaр Пaну. Толико је верно одглумела своју улогу да је и професор Беловић питао где су нашли дечка из представе. Убрзо, добила је понуду за посао у позоришту Бошко Буха.

## Представе
| Представа                            | Улога                           |
| ------------------------------------ | ------------------------------- |
| Петар Пан                            | Мајкл                           |
| Урнебесна трагедија                  | Невена                          |
| Утицaj гaмa зрaкa нa сaблaснe нeвeнe | Tили                            |
| Tajна плавог зеца                    |                                 |
| Коњић Грбоњић                        | Гаврило, звезда, други делфин   |
| Дечко који обећава                   | Матичарка                       |
| Успавана лепотица                    | Вила Безбацила                  |
| Снежна краљица                       | Разбојница                      |
| Мала сирена                          | Бака                            |
| Чаробњак из Оза                      | Тетка Ем                        |
| Флорентински шешир                   | Виржини, служавка код Бопертуиа |

## Награда
Једину званичну награду је добила за Tajне плaвoг зeцa, нa фeстивaлу у Бaчкoj Пaлaнци.